# Ацетилацетонат празеодима(III)
Ацетилацетона́т празеоди́ма(III) — хелатное соединение металла празеодима и ацетилацетона
с формулой Pr(C5H7O2)3,
образует кристаллогидрат,
растворяется в сероуглероде.

## Получение
- Взаимодействие солей празеодима со спиртовым раствором ацетилацетона в слабощелочной среде (рН = 7,8):

{\displaystyle {\mathsf {Pr(NO_{3})_{3}+3C_{5}H_{8}O_{2}+3NH_{3}\ {\xrightarrow {C_{2}H_{5}OH}}\ \ Pr(C_{5}H_{7}O_{2})_{3}+3NH_{4}NO_{3}}}}

## Физические свойства
Ацетилацетонат празеодима(III) образует кристаллы, плавится при 146 °C.
Растворяется в сероуглероде.
Образует кристаллогидрат — светло-зелёные кристаллы Pr(C5H7O2)3·xH2O, где x ≈ 2.

## Применение
- Используется в качестве катализатора в органическом синтезе.